# Aleksandra Rosiak
Aleksandra Rosiak (ur. 7 lipca 1997 w Lubinie) – polska piłkarka ręczna, rozgrywająca, w latach 2016–2021 zawodniczka MKS-u Lublin. Od 2022 zawodniczka Krim Ljubljana.

## Kariera sportowa
Wychowanka Zagłębia Lubin, następnie zawodniczka SMS-u Gliwice i SMS-u Płock. Występując w płockiej drużynie, należała do najlepszych strzelczyń I ligi. W sezonie 2014/2015 zdobyła 138 goli w 19 meczach, natomiast w sezonie 2015/2016 rzuciła 152 bramki w 18 spotkaniach, zostając królową strzelczyń I ligi. W 2016 trafiła do MKS-u Lublin, w którego barwach zadebiutowała w sezonie 2016/2017 w Superlidze (w debiutanckim sezonie w najwyższej klasie rozgrywkowej zdobyła 54 gole). Po rocznym pobycie we francuskim ESBF Besançon przeniosła się w 2022 roku do słoweńskiego Krim Mercator Lublana.
W 2014 uczestniczyła w otwartych mistrzostwach Europy U-18 w Szwecji (11. miejsce). Występowała również w młodzieżowej reprezentacji Polski, z którą w kwietniu 2015 wzięła udział turnieju kwalifikacyjnym do mistrzostw Europy U-19 (zdobyła 16 goli). W marcu 2016 uczestniczyła w turnieju eliminacyjnym do mistrzostw świata U-20 (rzuciła 11 bramek).
W reprezentacji Polski seniorek zadebiutowała 25 listopada 2016 w meczu towarzyskim z Japonią (32:17). Reprezentowała Polskę na mistrzostwach Europy w 2018 i 2020, mistrzostwach świata w 2021 i mistrzostwach Europy w 2022.

## Statystyki
| Klub                     | Sezon     | Liga      | Liga | Liga | Liga |
| Klub                     | Sezon     | Liga      | M    | B    | Śr.  |
| ------------------------ | --------- | --------- | ---- | ---- | ---- |
| SMS Płock                | 2013/2014 | I liga    | 12   | 43   | 3,6  |
| SMS Płock                | 2014/2015 | I liga    | 19   | 138  | 7,3  |
| SMS Płock                | 2015/2016 | I liga    | 18   | 152  | 8,4  |
| SMS Płock                | Razem     | Razem     | 49   | 333  | 6,8  |
| MKS Lublin               | 2016/2017 | Superliga | 23   | 54   | 2,3  |
| MKS Lublin               | 2017/2018 | Superliga | 4    | 17   | 4,3  |
| MKS Lublin               | Razem     | Razem     | 27   | 71   | 2,6  |
| Stan na 20 września 2017 |           |           |      |      |      |

## Sukcesy
Indywidualne
- Królowa strzelczyń I ligi: 2015/2016 (152 bramki; SMS Płock)[1]